# 클루브 올림피아
클루브 올림피아(Club Olimpia)는 아순시온을 연고지로 하는 파라과이의 축구 클럽이다. 코파 리베르타도레스에서 3차례(1979, 1990, 2002) 우승을 차지하였다.

## 선수 명단

### 현역
참고: FIFA 자격 규정에 따라 소속된 국가대표팀 국기를 표시합니다. 선수는 복수의 FIFA 비회원국 국적을 가지고 있을 수 있습니다.
| 번호 | 포지션 | 국적     | 이름            |
| ---- | ------ | -------- | --------------- |
| 1    | GK     | 우루과이 | 가스톤 올베이라 |
| 4    | DF     |          | 리산드로 로페스 |

| 번호 | 포지션 | 국적 | 이름 |
| ---- | ------ | ---- | ---- |

## 역대 감독
| 감독                     | 임기      |
| ------------------------ | --------- |
| 마누엘 플레이타스 솔리치 | 1942      |
| 루이스 쿠비야            | 1978~1980 |
| 루이스 쿠비야            | 1982      |
| 루이스 쿠비야            | 1988~1993 |
| 루이스 쿠비야            | 1995~2000 |
| 루이스 쿠비야            | 2000~2003 |
| 호세 카르도소            | 2006~2007 |
| 호세 카르도소            | 2009~2011 |
| 루이스 쿠비야            | 2010      |
| 호세 카르도소            | 2012      |
| 디에고 알론소            | 2014      |
| 알도 보바디야            | 2017      |
| 다니엘 가르네로          | 2018~2020 |
| 네스토르 고로시토        | 2020~2021 |
| 디에고 아기레            | 2023      |
| 마르틴 팔레르모          | 2024 ~    |

## 역대 성적
국내 대회
- 프리메라 디비시온

우승: 1912, 1914, 1916, 1925, 1927, 1928, 1929, 1931, 1936, 1937, 1938, 1947, 1948, 1956, 1957, 1958, 1959, 1960, 1962, 1965, 1968, 1971, 1975, 1978, 1979, 1980, 1981, 1982, 1983, 1985, 1988, 1989, 1993, 1995, 1997, 1998, 1999, 2000, 2011 클라우수라, 2015 클라우수라, 2018 아페르투라
국제 대회
- 코파 리베르타도레스: (3)

우승: 1979, 1990, 2002
준우승: 1960, 1989, 1991. 2013
- 레코파 수다메리카나: (2)

우승: 1991, 2003
- 인터콘티넨털컵: (1)

우승: 1979
틀:클루브 올림피아
틀:클루브 올림피아 감독